# Enrique Baliño
Enrique Baliño Pavón (Montevideo, 20 giugno 1928 – Montevideo, 14 ottobre 2018) è stato un cestista uruguaiano.

## Carriera
Con l'Uruguay ha disputato i Giochi olimpici di Helsinki 1952 e i Campionati del mondo del 1954.